# Traité de Paris (1718)
Le traité de Paris de 1718 est un traité signé à Paris le 21 janvier 1718, entre le régent du royaume de France, Philippe d'Orléans, et son beau-frère, le duc de Lorraine et de Bar, Léopold Ier.
Par l'article 2, Léopold Ier cède les cinq villages de Beaumarais, Ensdorf, Fraulautern, Lisdorf et Roden ainsi que la ville de Vaudrevange.
Par l'article 3, le régent cède la prévôté de Longwy, à l'exception des ville-haute et ville-basse de Longwy ainsi que des dix villages d'Autru, Glaba, Herserange, Lexy, Longlaville, Mexy, Mont-Saint-Martin, Piedmont, Réhon et Romain.
Les cinq villages d'Arnaville, Hagéville, Jonville, Olley et Vilcey étaient indivis. L'article 10 les répartit : Arnaville et Olley vont à la Lorraine ; les trois autres à la France.
Par l'article 11, le duc cède la rue de Bar à Knutange. En contrepartie, le régent cède le château de Bauzemont.
Par l'article 13, le régent cède la châtellenie de Rambervillers.